# Acadèmia Militar dels Estats Units

Escut d'armes de West Point.

L'Acadèmia Militar dels Estats Units (United States Military Academy o USMA) és un important centre de formació de l'Exèrcit dels Estats Units, sovint anomenada simplement West Point en l'àmbit militar per estar ubicada a West Point (Nova York). És al poble de Highland Falls, comtat d'Orange, estat de Nova York al costat oest del riu Hudson i 80 km al nord de la ciutat de Nova York. Té una superfície de 65 km² i és l'establiment militar més antic dels Estats Units, havent-se establert com a caserna el 1778. És el lloc militar contínuament ocupat més antic d'Àmerica.

## Alumnes destacats
- Dwight David Eisenhower
- Ulysses S. Grant
- Douglas MacArthur
- Creighton Williams Abrams
- Buzz Aldrin